# Liatongus sjostedti
Liatongus sjostedti là một loài bọ cánh cứng trong họ Bọ hung (Scarabaeidae).